# کنیسه سرودخوانی بزرگ (ریگا)

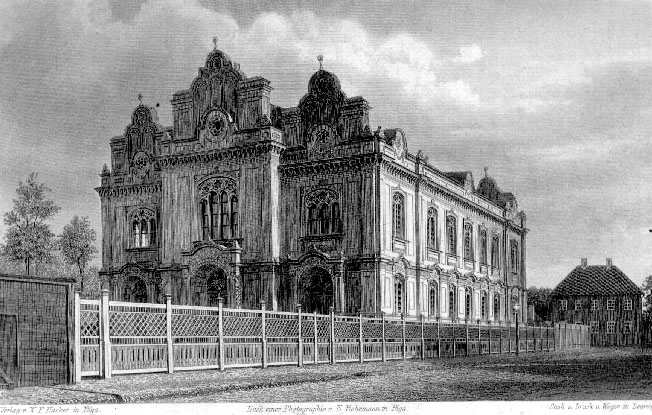
کنیسه سرودخوانی بزرگ

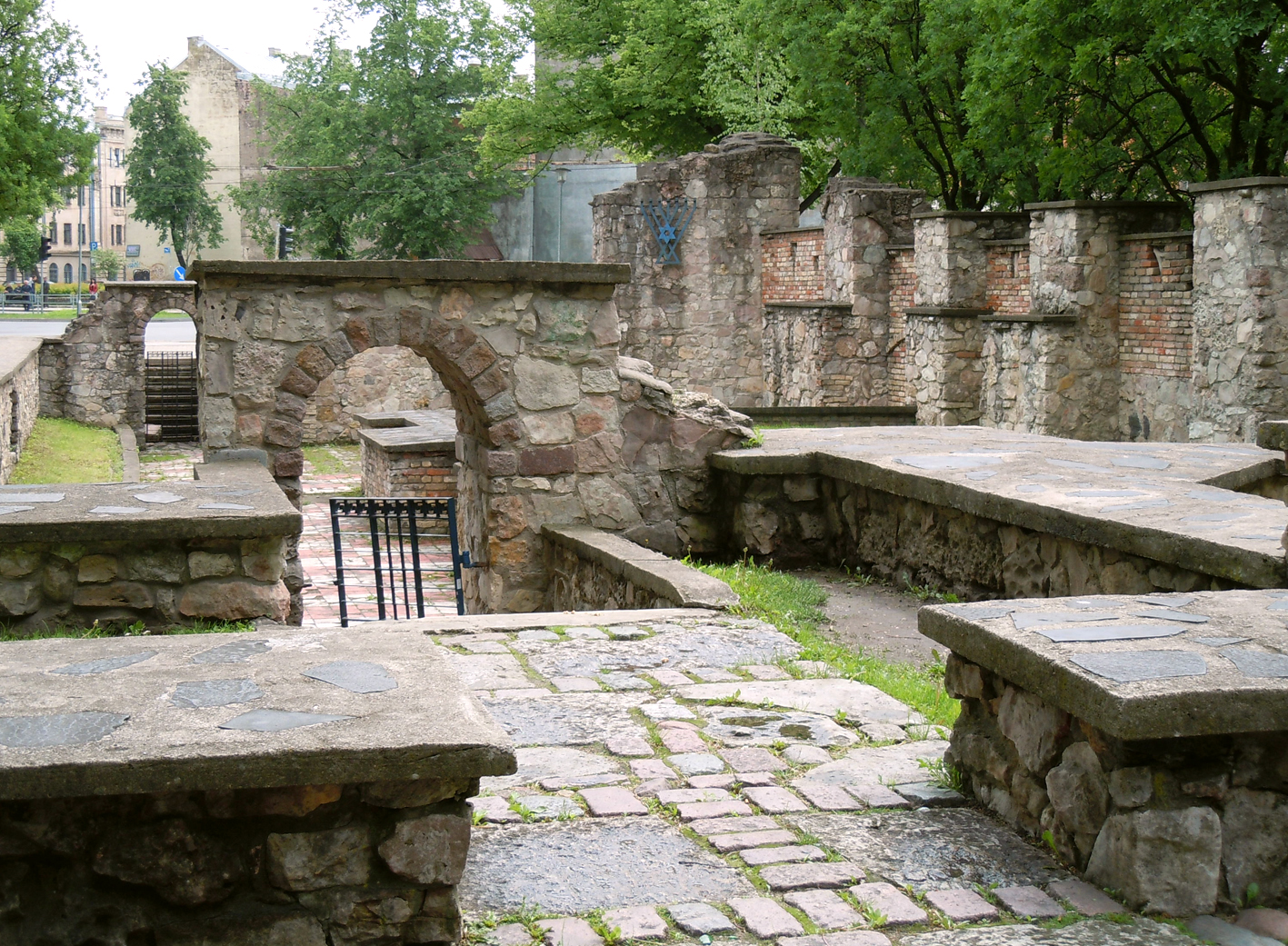
خرابه‌های کنیسه، بازسازی‌شده در سال ۱۹۹۳

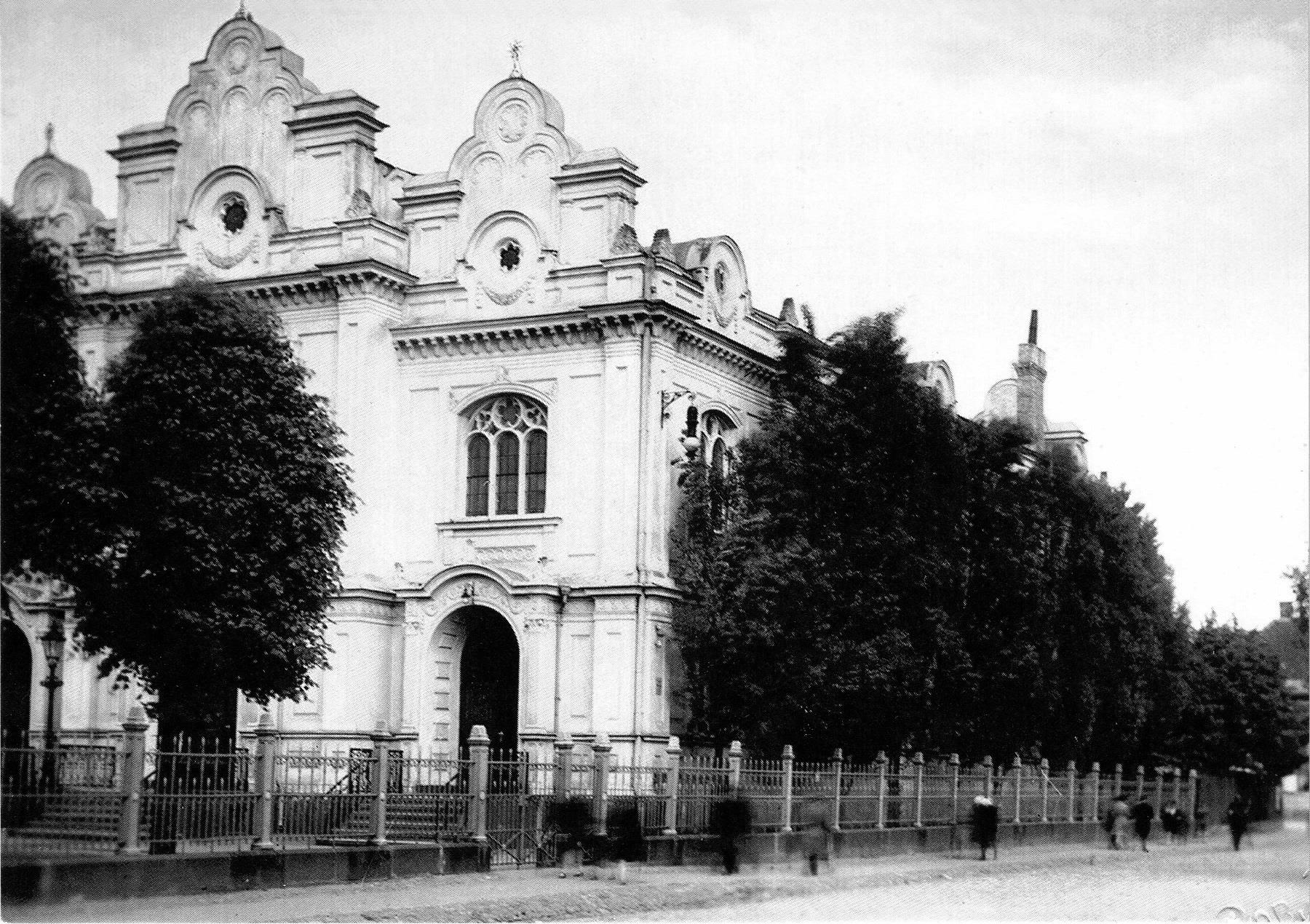
کنیسه سرودخوانی بزرگ در دهه ۱۹۳۰

کنیسه سرودخوانی بزرگ (به عبری: בית הכנסת כורל של ריגה) شهر ریگا در خیابان گوگول بزرگترین کنیسه شهر بود که در جریان آتش‌سوزی‌های ۴ ژوئیه ۱۹۴۱ نابود شد.

## تاریخچه
این کنیسه در سال ۱۸۶۸ توسط معمار پل فون هاردنک طراحی و ساختمان آن در سال ۱۸۷۱ تکمیل شد. معماری آن از چندین سبک مختلف تشکیل شده بود، با این حال، سبک نئو-رنسانس در آن غالب بود. این کنیسه در سراسر شهر به دلیل حذان‌ها و گروه سرودخوانیش معروف بود.
کنیسه پس از اشغال ریگا توسط آلمان نازی در ۴ ژوئیه ۱۹۴۱ به آتش کشیده شد. گزارش‌ها حاکی است که در هنگام آتش‌سوزی، ۲۰ یهودی در زیرزمین حبس شده بودند. تاریخ‌دان برنهارد پرس می‌گوید که برخی از قربانیان، یهودیان لیتوانیایی بودند که به آنجا پناه آورده بودند. گرترود اشنایدر قربانیان را بیشتر زنان و کودکان می‌داند. فریدا میکلسون، یهودی لتونیایی که هنگام سوختن کنیسه‌ها در نزدیکی یلگاوا کار اجباری می‌کرد، گزارش داد که در بازگشت به ریگا، یکی از دوستانش (که از شخص دیگری شنیده بود) به او گفت که سالن‌ها و حیاط پشتی کنیسه سرودخوانی پر از پناهندگان لتونیایی بود. پرکونکراستس و «دیگر اوباش لتونیایی» ساختمان را محاصره کردند، افراد را درون آن محبوس کردند و آن را به آتش کشیدند. اما به باور ندرو ازرگایلیس، ممکن بوده‌است که پیش از آتش‌سوزی حدود ۳۰۰ مهاجر لیتوانیایی در کنیسه زندگی می‌کردند، اما درست پیش از سوزاندن کنیسه توسط اوباش، آن‌ها می‌بایست کشته شده باشند.
سوزاندن این کنیسه توسط آلمانی‌ها فیلمبرداری شد و بعدها بخشی از خبرنامه ورماخت شد، با این روایت که: «کنیسه ریگا، که از دستان نابودگر کمیسرهای GPU شوروی نجات یافته بود، ساعتی بعد شعله‌ور شد.»
پس از جنگ، باقی‌مانده کنیسه سوخته توسط مقامات اتحاد جماهیر شوروی تخریب و منطقه به میدانی عمومی تبدیل شد. نخستین سنگ یادبود به نشان ستاره داوود در سال ۱۹۸۸ در این مکان قرار گرفت. پس از آنکه لتونی در ۱۹۹۰ استقلال خود را دوباره به دست آورد، بنای یادبودی توسط معمار لتونیایی سرگیس ریژس به شکل دیوارهای کنیسه با بقایای تاریخی ساختمان اصلی در درون آن طراحی شد، و در سال ۱۹۹۳ ساخته شد. در سال ۲۰۰۷، یادبودی برای یانیس لیپکه و دیگر کسانی که یهودیان را در جریان هولوکاست نجات داده بودند در کنار بنای یادبود سال ۱۹۹۳ رونمایی شد. این سازه به منظور گرامیداشت همه کسانی ساخته شد که به نجات بیش از ۴۰۰ یهودی از مرگ حتمی کمک کردند.